# Baranów (Lublin)
Pour les articles homonymes, voir Baranów.
Baranów (prononciation [baˈranuf]) est un village de la gmina de Baranów du powiat de Puławy dans la voïvodie de Lublin, situé dans l'est de la Pologne.
Le village est le siège administratif (chef-lieu) de la gmina appelée gmina de Baranów.
Il se situe à environ 20 kilomètres au nord-est de Puławy (siège du powiat) et 46 kilomètres au nord-ouest de Lublin (capitale de la voïvodie).
Le village comptait une population de 1 672 habitants en 2006.

## Histoire
Baranów a été fondée comme une ville sur la base du droit de Magdebourg en 1544. Au XIXe siècle, la ville était en déclin économique et en 1870, elle a perdu son statut de ville.
De 1975 à 1998, le village est attaché administrativement à l'ancienne Voïvodie de Lublin.

Depuis 1999, il fait partie de la nouvelle voïvodie de Lublin.